# Christin Stark/Diskografie
Diese Diskografie ist eine Übersicht über die musikalischen Werke der deutschen Schlagersängerin Christin Stark. Ihre erfolgreichste Veröffentlichung ist das vierte Studioalbum Stark, dass zum Top-30-Album in Deutschland, Österreich und der Schweiz avancierte.

## Alben

### Studioalben
| Jahr | Titel Musiklabel                    | Höchstplatzierung, Gesamtwochen, AuszeichnungChartplatzierungen (Jahr, Titel, Musiklabel, Platzierungen, Wochen, Auszeichnungen, Anmerkungen) | Höchstplatzierung, Gesamtwochen, AuszeichnungChartplatzierungen (Jahr, Titel, Musiklabel, Platzierungen, Wochen, Auszeichnungen, Anmerkungen) | Höchstplatzierung, Gesamtwochen, AuszeichnungChartplatzierungen (Jahr, Titel, Musiklabel, Platzierungen, Wochen, Auszeichnungen, Anmerkungen) | Anmerkungen                            |
| Jahr | Titel Musiklabel                    | DE | AT | CH | Anmerkungen                            |
| ---- | ----------------------------------- | --- | --- | --- | -------------------------------------- |
| 2013 | Unglaublich stark Tough Music (MCP) | — | — | — | Erstveröffentlichung: 2. Juli 2013     |
| 2016 | Hier Ariola (Sony)                  | DE77 (1 Wo.)DE | — | — | Erstveröffentlichung: 19. Februar 2016 |
| 2018 | Rosenfeuer Ariola (Sony)            | DE30 (1 Wo.)DE | AT19 (2 Wo.)AT | CH63 (1 Wo.)CH | Erstveröffentlichung: 17. August 2018  |
| 2020 | Stark Ariola (Sony)                 | DE25 (5 Wo.)DE | AT19 (2 Wo.)AT | CH24 (4 Wo.)CH | Erstveröffentlichung: 5. Juni 2020     |

### Kompilationen
| Jahr | Titel Musiklabel                                     | Höchstplatzierung, Gesamtwochen, AuszeichnungChartplatzierungen (Jahr, Titel, Musiklabel, Platzierungen, Wochen, Auszeichnungen, Anmerkungen) | Höchstplatzierung, Gesamtwochen, AuszeichnungChartplatzierungen (Jahr, Titel, Musiklabel, Platzierungen, Wochen, Auszeichnungen, Anmerkungen) | Höchstplatzierung, Gesamtwochen, AuszeichnungChartplatzierungen (Jahr, Titel, Musiklabel, Platzierungen, Wochen, Auszeichnungen, Anmerkungen) | Anmerkungen                           |
| Jahr | Titel Musiklabel                                     | DE | AT | CH | Anmerkungen                           |
| ---- | ---------------------------------------------------- | --- | --- | --- | ------------------------------------- |
| 2022 | Verdammt stark! Das Beste von Christin Ariola (Sony) | DE48 (1 Wo.)DE | — | — | Erstveröffentlichung: 26. August 2022 |

### EPs
| Jahr | Titel Musiklabel                    | Anmerkungen                          |
| ---- | ----------------------------------- | ------------------------------------ |
| 2010 | Ich bin stark iMusician (iMusician) | Erstveröffentlichung: 1. August 2010 |

## Singles

### Als Leadsängerin
| Jahr | Titel Album                                                         | Anmerkungen                                                                    |
| ---- | ------------------------------------------------------------------- | ------------------------------------------------------------------------------ |
| 2012 | Immer wenn der Mond scheint Unglaublich stark                       | Erstveröffentlichung: 22. Februar 2012                                         |
| 2012 | Du bist nicht gut für mich Unglaublich stark                        | Erstveröffentlichung: 30. November 2012                                        |
| 2013 | Universum Unglaublich stark                                         | Erstveröffentlichung: 12. April 2013                                           |
| 2013 | Totalausfall Unglaublich stark                                      | Erstveröffentlichung: 17. Oktober 2013                                         |
| 2015 | Wollen wir uns Hier                                                 | Erstveröffentlichung: 18. Dezember 2015                                        |
| 2016 | Ich nicht! Hier                                                     | Erstveröffentlichung: 19. Februar 2016                                         |
| 2016 | Roter Regen Hier                                                    | Erstveröffentlichung: 12. August 2016                                          |
| 2017 | Wo ist die Liebe hin Rosenfeuer                                     | Erstveröffentlichung: 15. September 2017                                       |
| 2018 | Komm, komm Rosenfeuer                                               | Erstveröffentlichung: 13. April 2018                                           |
| 2018 | Nein, nein, nein Rosenfeuer                                         | Erstveröffentlichung: 19. Oktober 2018                                         |
| 2019 | Ewiger Sommer Rosenfeuer                                            | Erstveröffentlichung: 17. Mai 2019                                             |
| 2020 | Komm nie wieder Stark                                               | Erstveröffentlichung: 7. Februar 2020                                          |
| 2020 | Merry Xmas – Frohe Weihnacht Verdammt stark! Das Beste von Christin | Erstveröffentlichung: 13. November 2020 Original: Slade – Merry Xmas Everybody |
| 2021 | Das kann ich ab Stark                                               | Erstveröffentlichung: 14. Mai 2021                                             |
| 2021 | Baby rock mein Herz Stark                                           | Erstveröffentlichung: 23. Oktober 2021                                         |
| 2023 | Kein Plan –                                                         | Erstveröffentlichung: 30. Juni 2023                                            |
| 2023 | Sag wann –                                                          | Erstveröffentlichung: 10. November 2023                                        |
| 2024 | Lass mich gehen –                                                   | Erstveröffentlichung: 3. Mai 2024                                              |
| 2025 | Dich zu lieben –                                                    | Erstveröffentlichung: 10. Januar 2025                                          |

### Als Gastsängerin
| Jahr | Titel Album                       | Anmerkungen                                                                  |
| ---- | --------------------------------- | ---------------------------------------------------------------------------- |
| 2018 | Auf einmal (Weihnachtsschlager) – | Erstveröffentlichung: 4. Dezember 2018 als Teil von Schlagerstars für Kinder |

## Musikvideos
| Jahr | Titel                           | Regie                         |
| ---- | ------------------------------- | ----------------------------- |
| 2011 | Überflieger                     | Sami Khatib                   |
| 2013 | Universum                       |                               |
| 2013 | Totalausfall                    |                               |
| 2015 | Wollen wir uns                  |                               |
| 2015 | Roter Regen                     |                               |
| 2017 | Wo ist die Liebe hin            |                               |
| 2018 | Komm, komm                      |                               |
| 2018 | Herz zurück                     |                               |
| 2018 | Der Mann aus meinem Traum       |                               |
| 2018 | Nein, nein, nein                |                               |
| 2018 | Ewiger Sommer                   |                               |
| 2018 | Auf einmal (Weihnachtsschlager) |                               |
| 2020 | Komm nie wieder                 |                               |
| 2020 | Spinnst du                      |                               |
| 2020 | Das kann ich ab                 |                               |
| 2020 | Merry Xmas – Frohe Weihnacht    | Oliver Sommer                 |
| 2021 | Baby rock mein Herz             | Oliver Sommer                 |
| 2023 | Kein Plan                       |                               |
| 2023 | Sag wann                        | Lara Jankovic, Christin Stark |
| 2024 | Lass mich gehen                 |                               |
| 2025 | Dich zu lieben                  |                               |

## Promoveröffentlichungen
| Jahr | Titel Album            | Anmerkungen                          |
| ---- | ---------------------- | ------------------------------------ |
| 2016 | Hallo Mond Hier        | Erstveröffentlichung: 8. Januar 2016 |
| 2018 | Herz zurück Rosenfeuer | Erstveröffentlichung: 27. Juli 2018  |

## Sonderveröffentlichungen
| Jahr | Titel Musiklabel      | Anmerkungen                                                 |
| ---- | --------------------- | ----------------------------------------------------------- |
| 2019 | My Star DA Music (DA) | Erstveröffentlichung: 31. Mai 2019 Teil der „My-Star“-Reihe |

## Statistik

### Chartauswertung
|                     | DE    | AT    | CH    |
| ------------------- | ----- | ----- | ----- |
| Nummer-eins-Alben   | DE—DE | AT—AT | CH—CH |
| Top-10-Alben        | DE—DE | AT—AT | CH—CH |
| Alben in den Charts | DE4DE | AT2AT | CH2CH |